# Asclerosibutia reducta
Asclerosibutia reducta là một loài bọ cánh cứng trong họ Oedemeridae. Loài này được Pic miêu tả khoa học năm 1930.